# 解放者市 (蘇克雷州)

解放者市（西班牙語：Municipio Libertador），是委內瑞拉的一個市，位於該國北部蘇克雷州，首府設於圖納普伊，面積237平方公里，2011年人口9,586，人口密度每平方公里40.45人。